# Glyphothecium papillosum
Glyphothecium papillosum är en bladmossart som beskrevs av Theodor Carl Karl Julius Herzog 1910. Glyphothecium papillosum ingår i släktet Glyphothecium och familjen Ptychomniaceae. Inga underarter finns listade i Catalogue of Life.